# یی‌یون لی

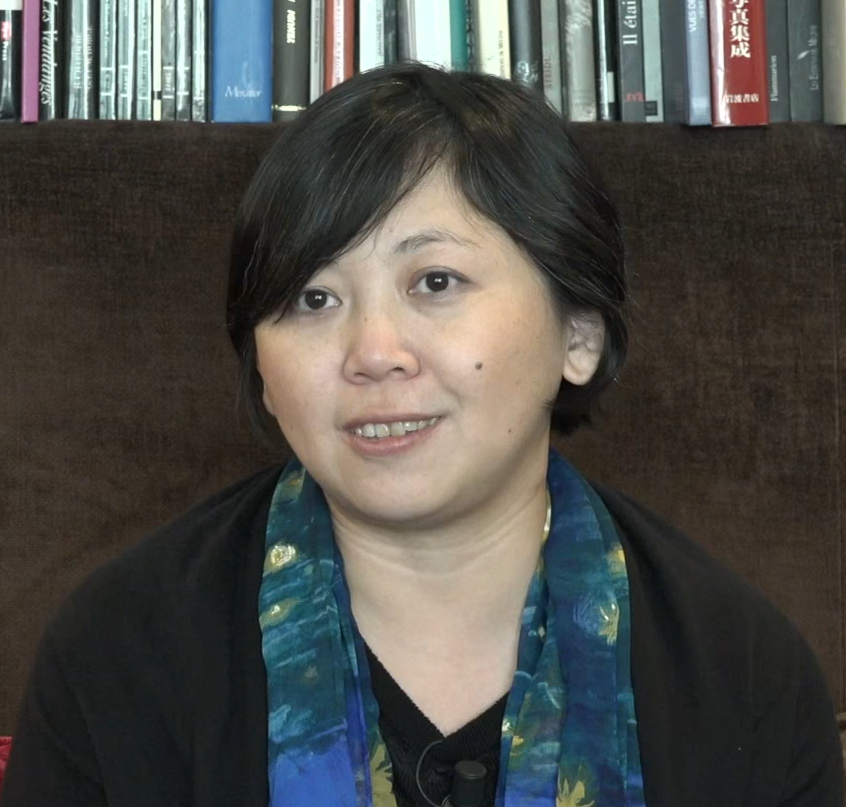

یی‌یون لی (به چینی: 李翊雲)، (زاده ۱۹۷۲)، بانوی نویسنده چینی‌آمریکایی است. اولین مجموعه داستان کوتاه او با نام هزار سال دعای خیر، برندهٔ جایزه بین‌المللی داستان کوتاه فرانک اکانر سال ۲۰۰۵ و دومین مجموعه داستان کوتاه او با نام پسر طلایی، دختر زمردی نامزد دریافت همان جایزه شد. اولین رمان او با نام آوارگان نامزد دریافت جایزه ایمپک دوبلین شد.

## زندگی
یی‌یون لی در پکن دوران کودکی خود را پشت سر گذاشت و پس از گرفتن مدرک کارشناسی از دانشگاه پکینگ در سال ۱۹۹۶ به ایالات متحده مهاجرت کرد. او مدرک کارشناسی ارشد ایمنی‌شناسی را از دانشگاه آیووا گرفت. همچنین در کارگاه نویسندگی خلاقانه دانشگاه آیووا هم شرکت کرد و مدرک کارشناسی ارشد آن را نیز دریافت کرد.
درخواست اقامت او چندین بار توسط ایالات متحده رد شد و درخواست استیناف او نیز پذیرفته نشد؛ اما جوایزی را که برای اولین مجموعهٔ داستانش کسب کرد به عنوان امتیاز کسب شهروندی برای او به حساب آمد.

او اکنون به همراه همسر و دو فرزندش در اوکلند زندگی می‌کند و در دانشگاه کالیفرنیا، دیویس تدریس می‌کند.

## کارها
داستان‌ها و مقالات او در نیویورکر، پاریس رویو و زتروپ: تمام داستان‌ها چاپ شده‌است. وین ونگ از روی دو داستان مجموعه هزار سال دعای خیر او، دو فیلم در سال ۲۰۰۷ ساخته‌است: شاهزاده نبراسکا و هزار سال دعای خیر.
زبان آدم‌های او در نوشته‌هایش نیمه‌شاعرانه است و با الفاظ و مثل‌های کهن درمی‌آمیزد. او به زبان انگلیسی می‌نویسد و گاهی در نوشته‌هایش موضع سیاسی نیز می‌گیرد. او در مصاحبه‌ای با واشینگتن پست گفته بود یادش می‌آید وقتی پنج ساله بود، پلیس مردم را برای تماشای اعدام مردانی دست‌بسته که ضدکمونیست به حساب می‌آمدند، به مزارع بیرون شهر دعوت می‌کرد.
- مجموعه داستان کوتاه هزار سال دعای خیر
  - برخی از داستان‌های این مجموعه در ایران با نام مرگ شوخی بدی نیست با ترجمه گیتا حجتی منتشر شده‌است.

لی، یی‌یون (چاپ اول ۱۳۸۹). مرگ شوخی بدی نیست. ترجمهٔ گیتا حجتی. تهران: انتشارات افراز. شابک ۹۷۸-۹۶۴-۲۴۳-۱۳۳-۵. تاریخ وارد شده در |سال= را بررسی کنید (کمک)

## جوایز و افتخارات
- ۲۰۰۵ - جایزه بین‌المللی داستان کوتاه فرانک اکانر برای مجموعه هزار سال دعای خیر
- ۲۰۰۶ - جایزهٔ پن/همینگوی برای مجموعه هزار سال دعای خیر
- ۲۰۰۶ - جایزه کتاب اول گاردین برای مجموعه هزار سال دعای خیر
- ۲۰۰۶ - جایزهٔ وایتینگ رایترز
- جایزهٔ کتاب کالیفرنیا برای مجموعه هزار سال دعای خیر
- ۲۰۰۷ - نام بردن از او در فهرست ۲۱ نویسندهٔ جوان برتر آمریکا در گرانتا
- جایزهٔ کتاب کالیفرنیا برای آوارگان
- ۲۰۱۰ - نام بردن از او در فهرست ۲۰ نویسندهٔ برتر زیر ۴۰ سال در آمریکا در نیویورکر
- ۲۰۱۰ - عضویت در بنیاد مک‌آرتور
- ۲۰۱۰ - فینالیست جایزه داستان برای پسر طلایی، دختر زمردی
- ۲۰۱۱ - نامزد جایزه ایمپک دوبلین برای آوارگان
- ۲۰۱۱ - نامزد جایزه بین‌المللی داستان کوتاه فرانک اکانر برای پسر طلایی، دختر زمردی
- ۲۰۱۲ - یکی از برندگان جایزه او. هنری
- ۲۰۱۴ - جایزهٔ بنجامین اچ. دانکس از آکادمی آمریکایی هنرها و حروف